# Profilul geologic de lângă satul Socola
Profilul geologic de lângă satul Socola este un monument al naturii de tip geologic sau paleontologic în raionul Șoldănești, Republica Moldova. Este amplasat spre vest de satul Socola, în apropierea bisericii din sat. Are o suprafață de 10 ha. Obiectul este administrat de Primăria satului Vadul-Rașcov.

## Descriere
Într-o ravenă amplasată la vest de biserică, începând cu altitudinea de 160 m, aflorează calcare biogene de vârstă basarabiană, cu un conținut sporit de Mactra fabreana (d'Orbigny) și cu grosimea de cca 20 m. Aceleași calcare pot fi identificate pe malul stâng al Nistrului, în satul Rașcov, la altitudinea de 175 m, lucru care poate fi explicat de o dislocare pe falie. Calcarele sunt așezate pe nisipuri roz cu grosimea de 2,5 m. La altitudinea de 138 m se găsesc calcare detritice de vârstă volhiniană cu grosimea de cca 10 m. Nivelul inferior este caracterizat de nisipuri acvifere cu grosimea de cca 3 m. Intercalații de argile, marne și marne calcaroase, cu amprente de frunze și pești fosili, pot fi identificate în toată grosimea totală de până la 70 m.
În prezent, partea superioară și cea inferioară sunt acoperite de material deluvial, care complică studiul geologic.

## Statut de protecție
Obiectivul a fost luat sub protecția statului prin Hotărîrea Sovietului de Miniștri al RSSM din 13 martie 1962 nr. 111, iar statutul de protecție a fost reconfirmat prin Hotărîrea Sovietului de Miniștri al RSSM din 8 ianuarie 1975 nr. 5 și Legea nr. 1538 din 25 februarie 1998 privind fondul ariilor naturale protejate de stat. Deținătorul funciar al monumentului natural era, la momentul publicării Legii din 1998, Întreprinderea Agricolă „Ștefan Vodă”, dar între timp acesta a trecut la balanța Primăriei satului Vadul-Rașcov.
Situl geologic prezintă interes științific de însemnătate internațională pentru cartarea geologică și studiul stratigrafic al formațiunilor sedimentare ale Platformei Est-Europene, cât și pentru colectarea materialului paleontologic, paleobotanic și arheologic. În calcarele basarabiene a fost amenajat un schit rupestru, care, împreună cu profilul geologic, alcătuiesc un sit cu valoare peisagistică mare.
Conform situației din anul 2016, aria naturală nu avea instalat un panou informativ. Este recomandată introducerea ariei protejate în rutele turistice din zonă.

## Galerie de imagini

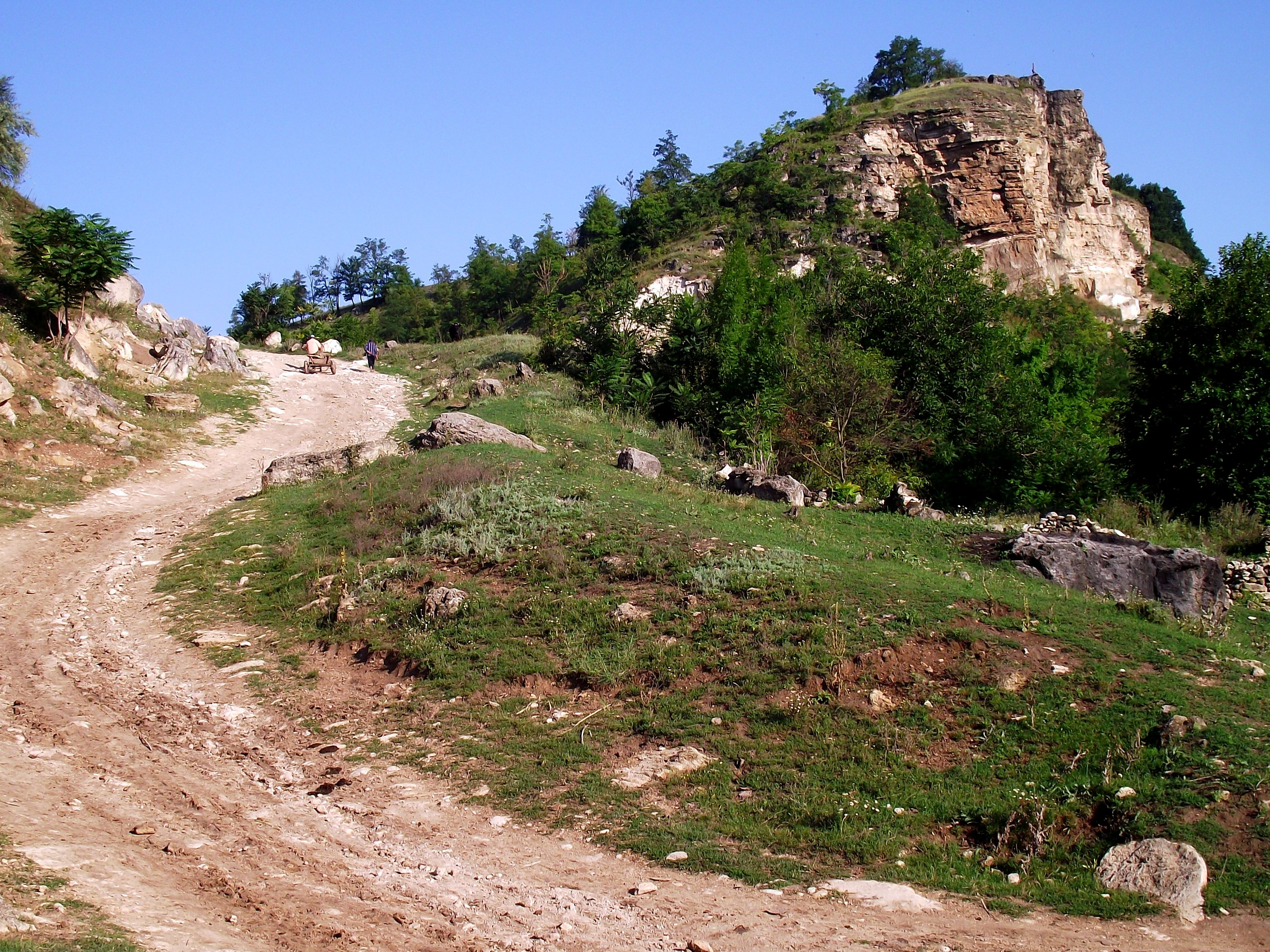
Drum de acces
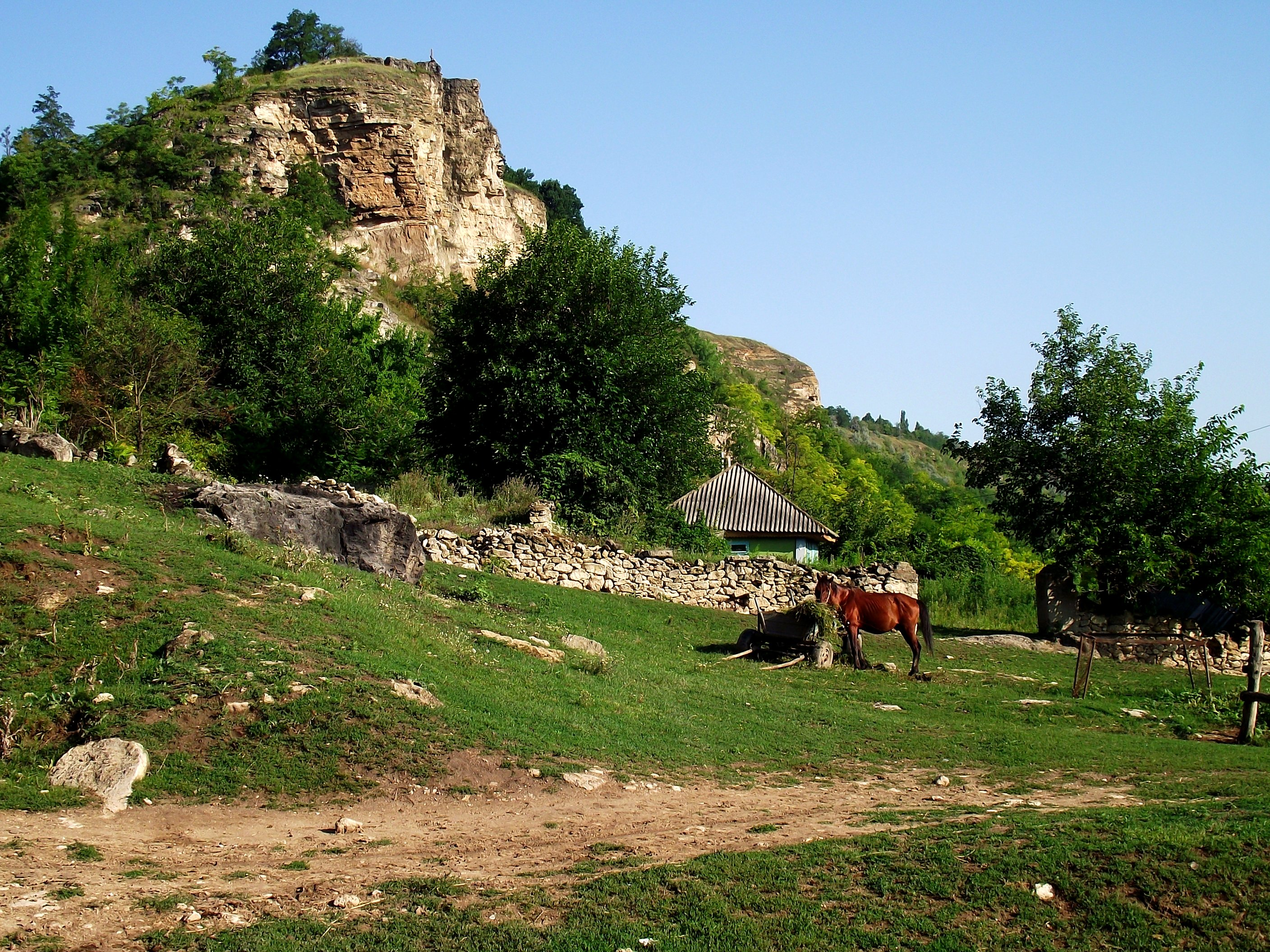
Din profil
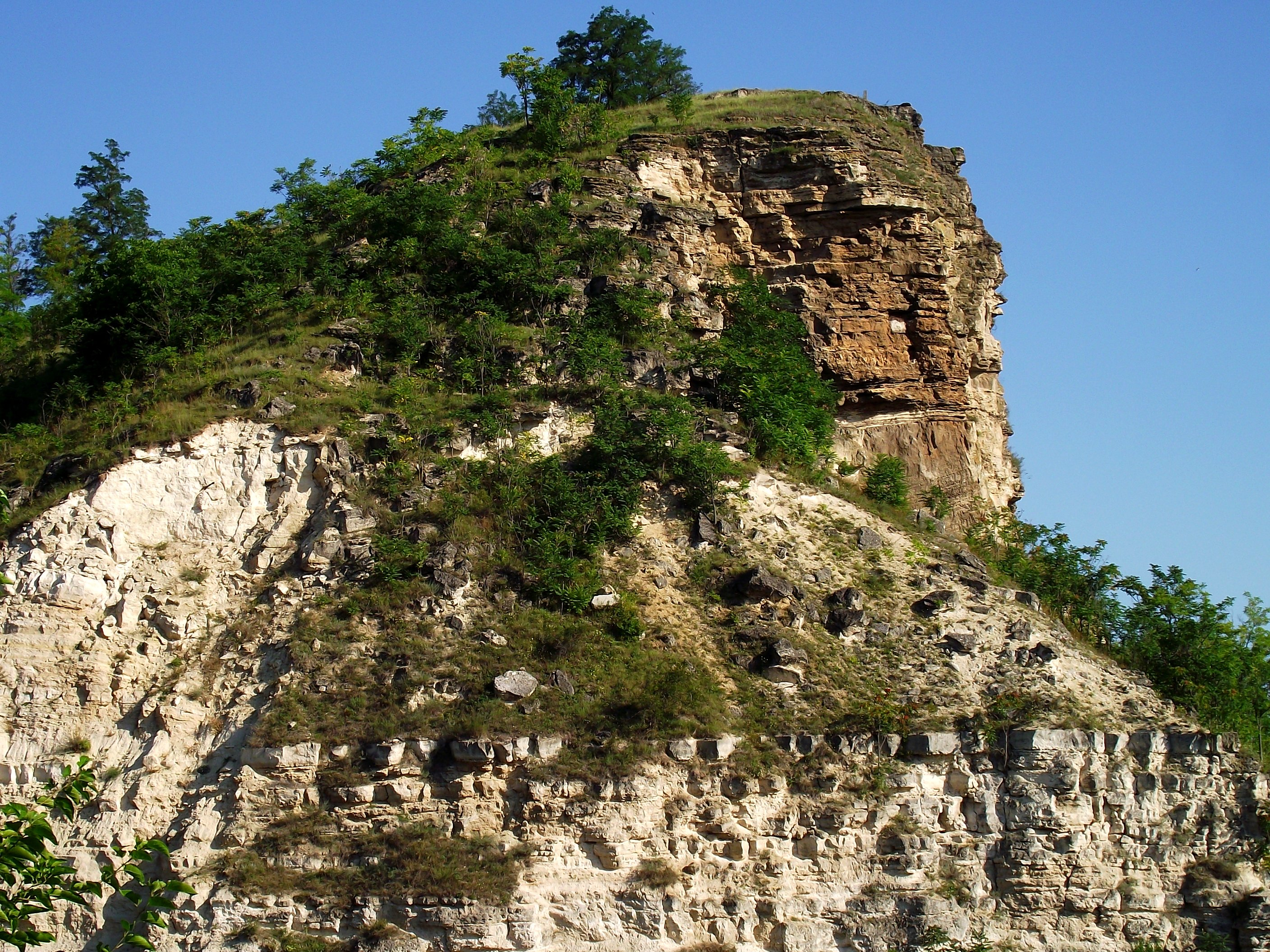
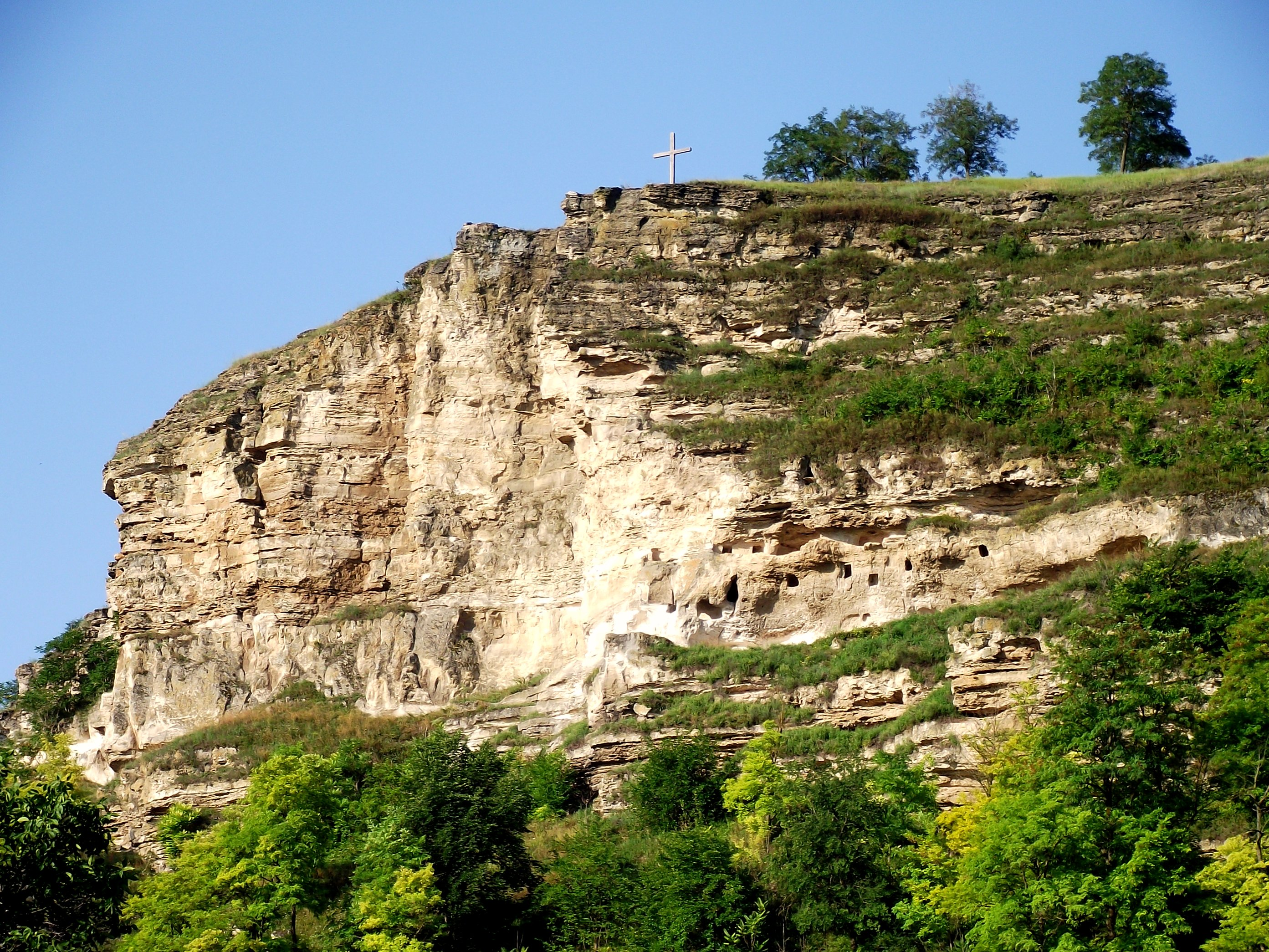
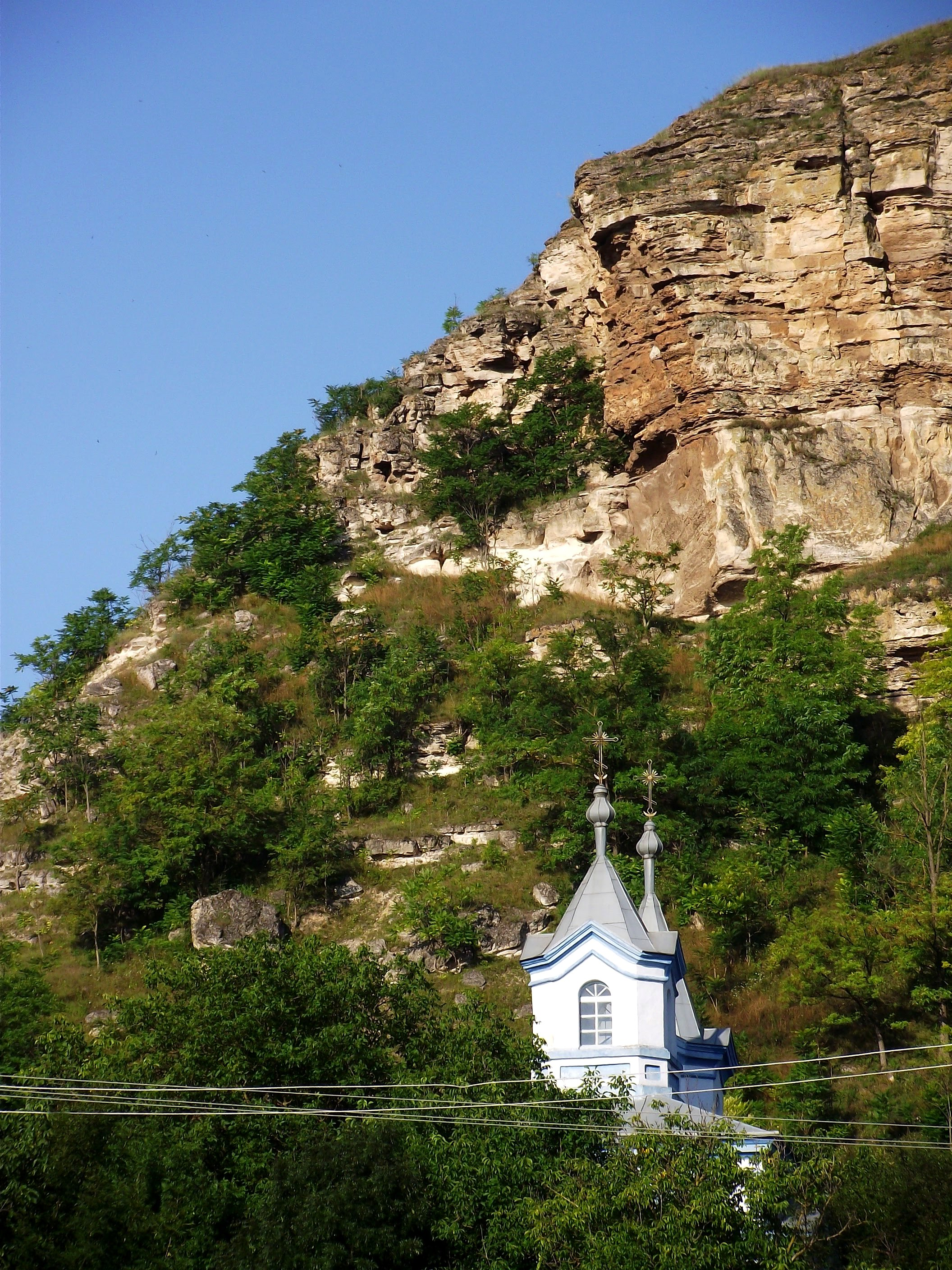
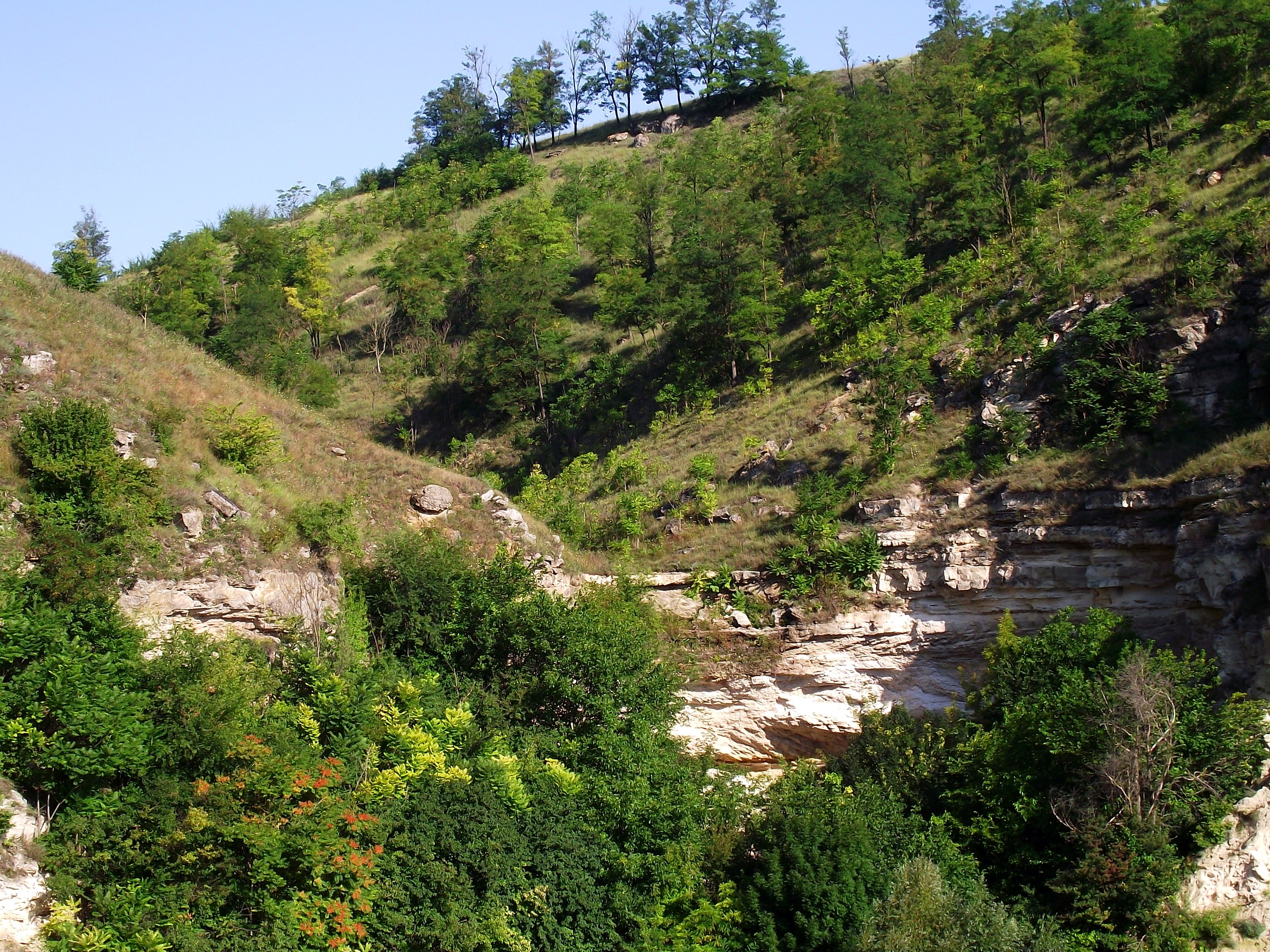
Pe stânci
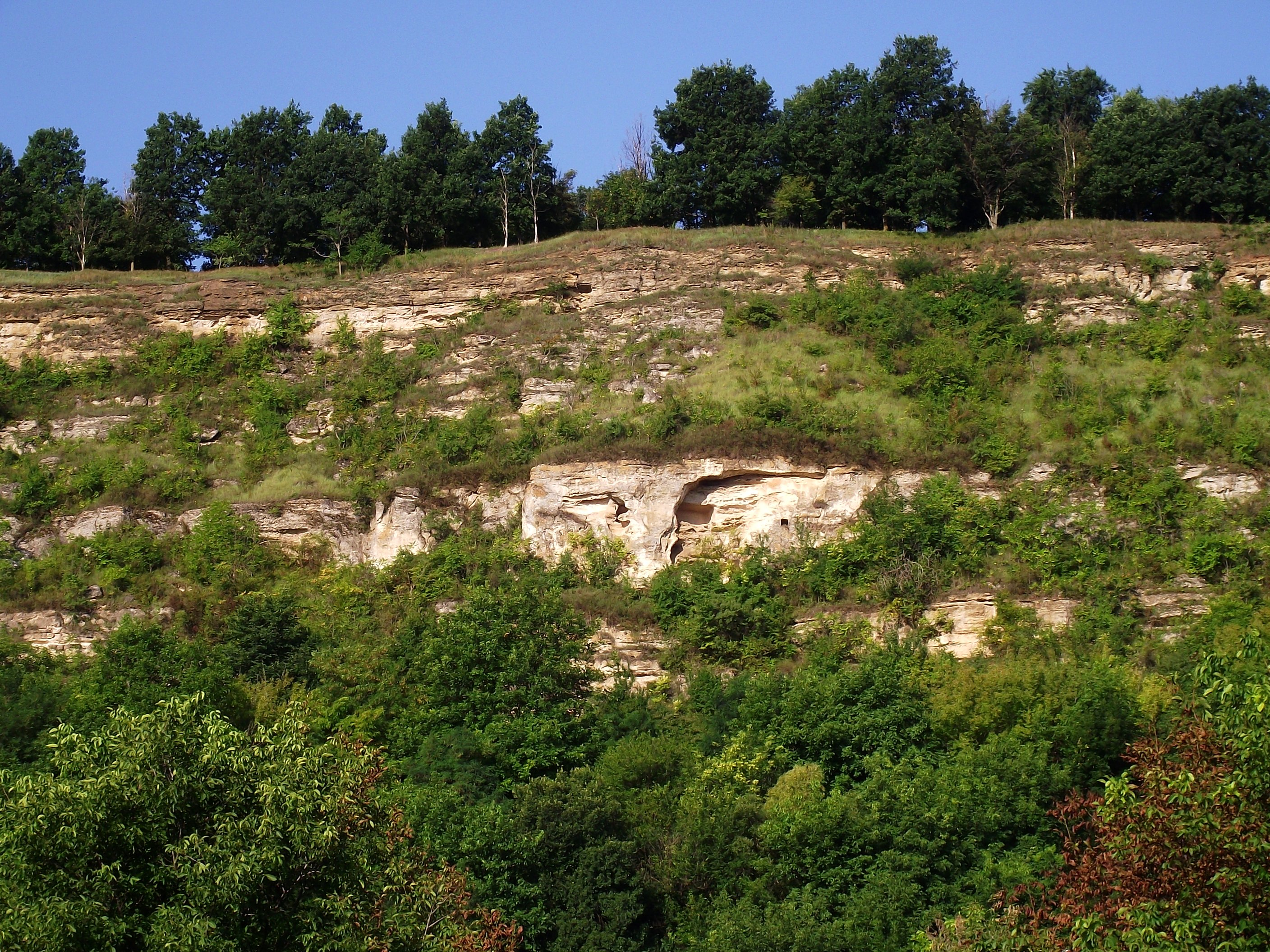
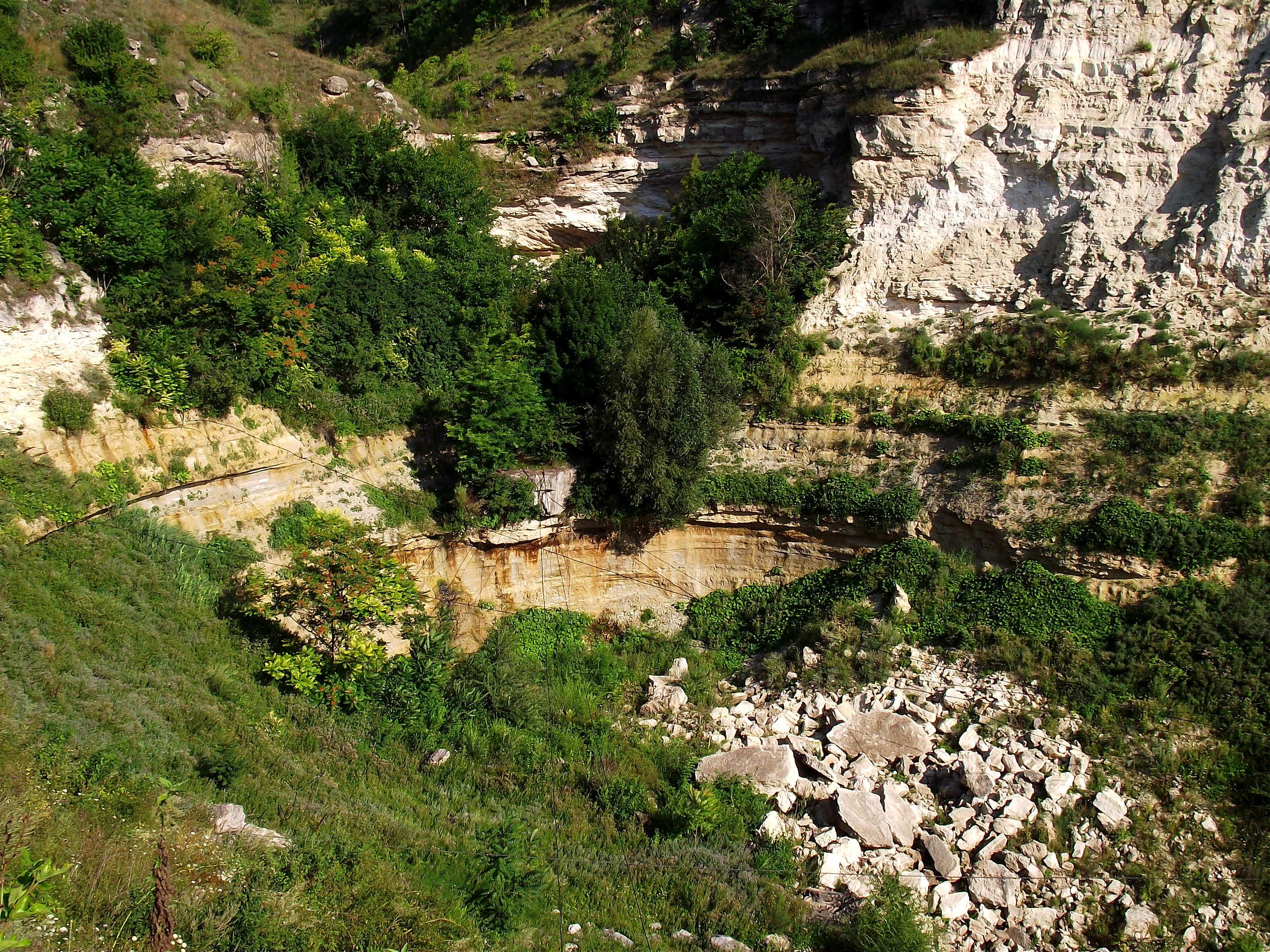
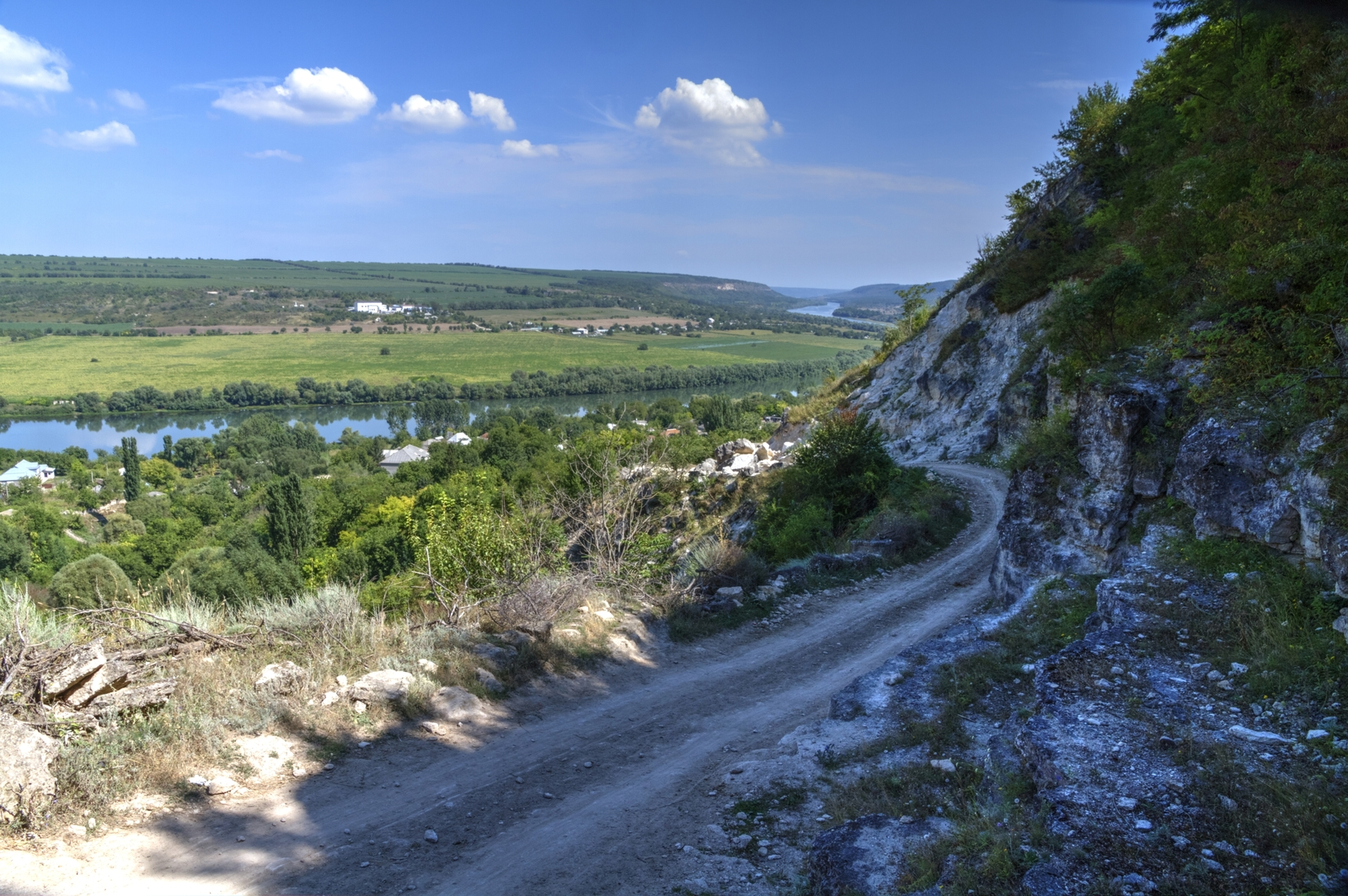
Drumuri prin aria protejată
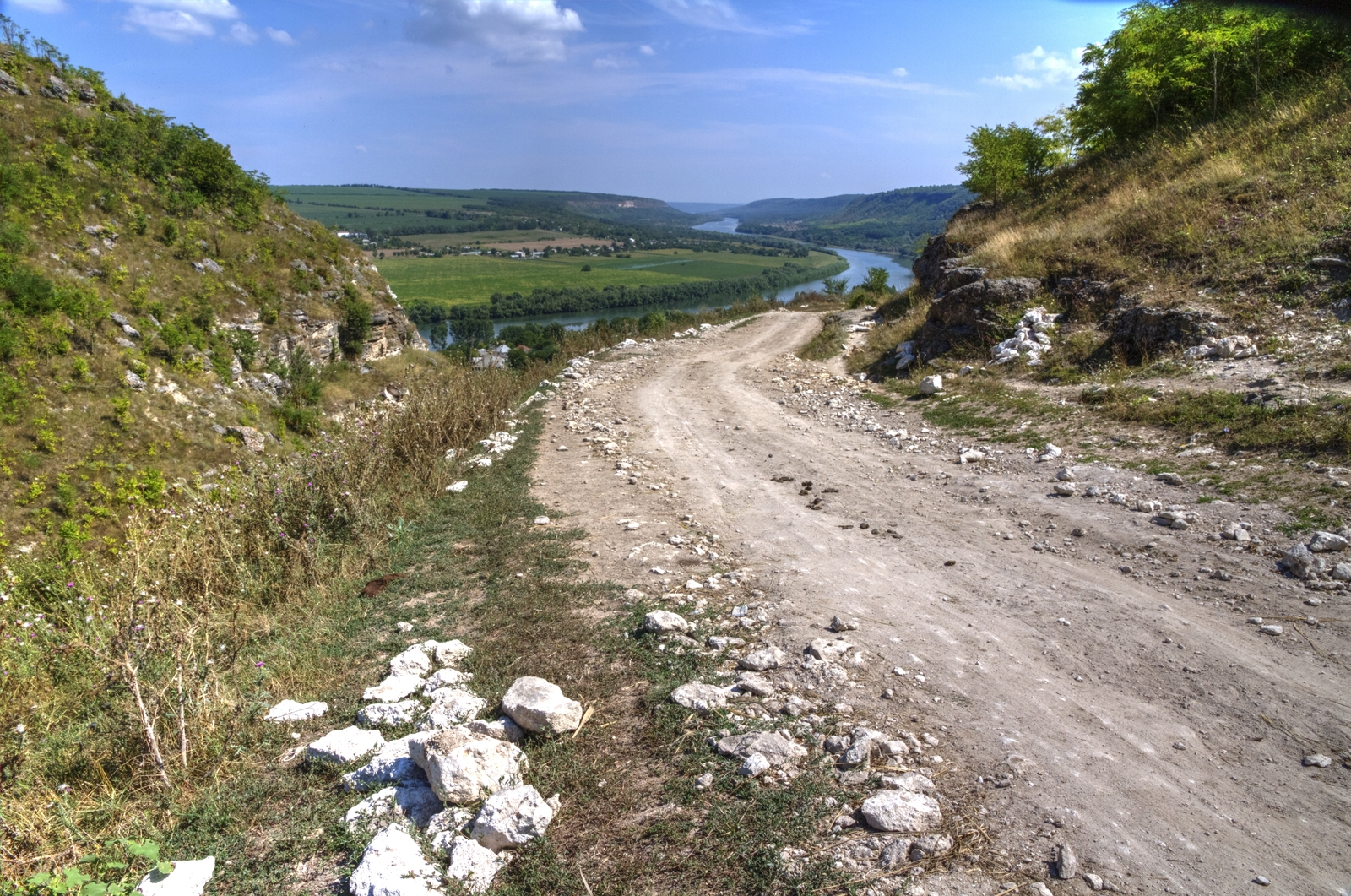
Vedere spre sat
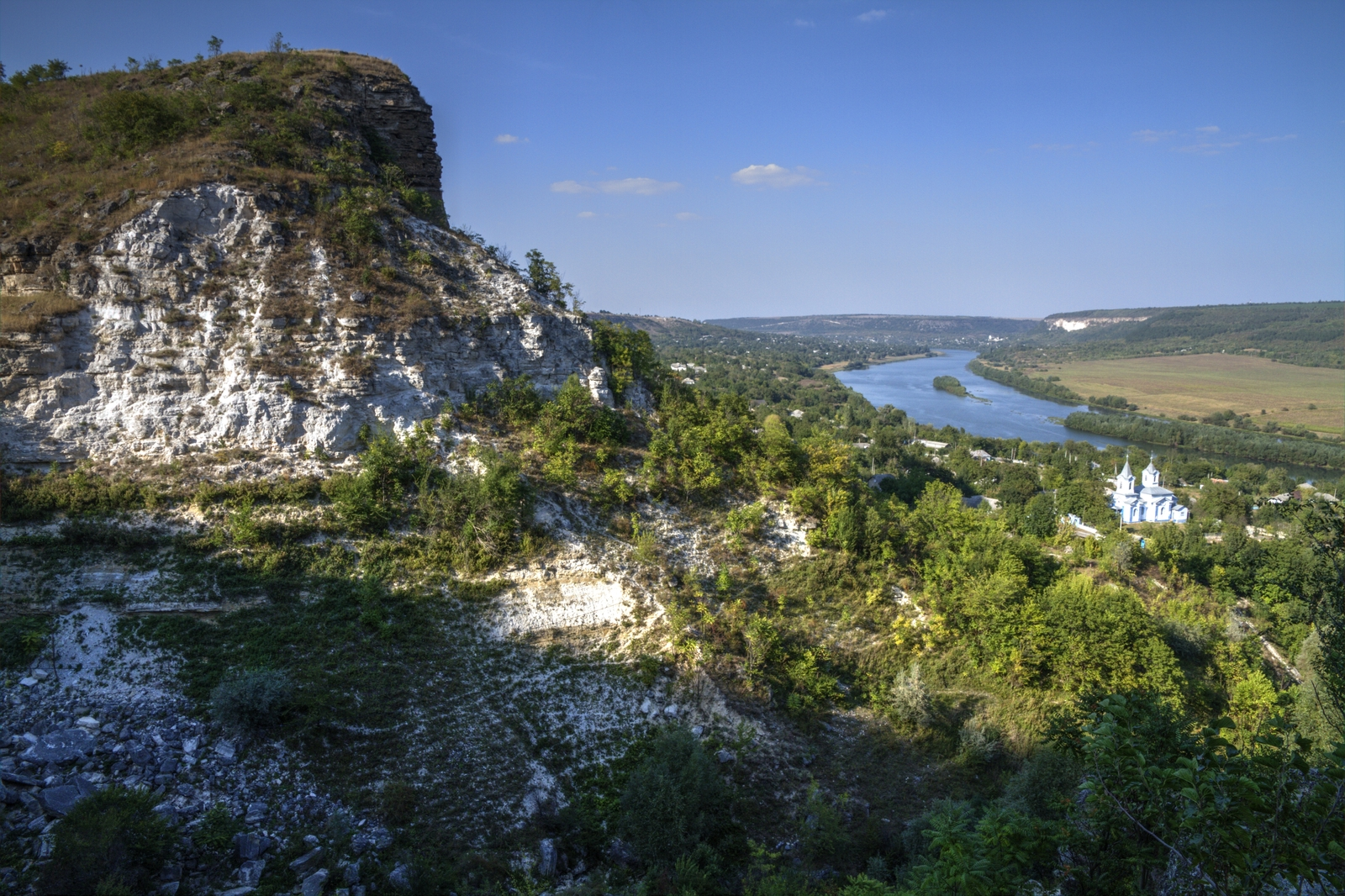